# Jan Kopka (matematik)
Jan Kopka (24. února 1941 Praha – 5. prosince 2021) byl český matematik a vysokoškolský pedagog, v letech 1992 až 1995 rektor Univerzity Jana Evangelisty Purkyně v Ústí nad Labem.

## Život
Vystudoval matematiku a chemii na Matematicko-fyzikální fakultě Univerzity Karlovy a Přírodovědecké fakultě Univerzity Karlovy. Během své pracovní kariéry poté dva roky učil na gymnáziu a dále na vysokých školách VŠB-TUO, ČVUT, VŠCHT, Katolické univerzitě v Ružomberku na Slovensku a nejméně 14 let také na Technické univerzitě v Liberci. Přednášel rovněž na celé řadě univerzit v zahraničí zejména v Evropě, ale i v USA, konkrétně v New Yorku. Během své kariéry vedl také dvě různé katedry.
V roce 1990 se jako člen Přípravného výboru pro založení univerzity v Ústí nad Labem podílel na založení Univerzity Jana Evangelisty Purkyně. Po jejím založení se v březnu 1992 stal jejím prvním rektorem. Zároveň byl v letech 1991 až 1992 děkanem Pedagogické fakulty Univerzity Jana Evangelisty Purkyně. V únoru 1995 skončil ve funkci rektora. V rámci své kariéry dále působil zejména na Katedře matematiky Přírodovědecké fakultě Univerzity Jana Evangelisty Purkyně. Z hlediska svého odborného zaměření se zabýval převážně matematickou logikou, algebrou, didaktikou matematiky a logikou. Publikoval přes 150 odborných vědeckých prací souvisejících s těmito tématy.
V roce 2001 mu byla při oslavách 10. výročí založení univerzity udělena pamětní medaile za podíl na jejím založení a následný její rozvoj. V roce 2008 se stal emeritním profesorem na Fakultě přírodovědně-humanitní a pedagogické Technické univerzity v Liberci. Další cenu obdržel v rode 2011 při oslavách 20. výročí univerzity. V roce 2018 byl Kopka jmenován emeritním profesorem UJEP.
Zemřel v prosinci 2021 po krátké nemoci. Poslední rozloučení proběhlo ve Střekově.